# Partido di Trenque Lauquen
Il partido di Trenque Lauquen è un dipartimento (partido) dell'Argentina facente parte della provincia di Buenos Aires. Il capoluogo è Trenque Lauquen.